# Пе-8
Пе-8 (інші позначення ТБ-7 і АНТ-42) — радянський важкий бомбардувальник далекої дії (іноді класифікується, як стратегічний) періоду Другої світової війни. Протягом всієї Другої світової війни Пе-8 був єдиним сучасним бомбардувальником свого класу в розпорядженні ВПС СРСР. Використовувався в основному для стратегічних бомбардувань тилів супротивника (зокрема, Пе-8 бомбили Берлін, Кенігсберг, Данциг, Гельсінкі).
У травні 1942 року Пе-8 (висотна модифікація з п'ятим двигуном-компресором всередині корпусу літака) під командуванням майора Енделя Пуусеппа здійснив трансатлантичний переліт, доставивши наркома закордонних справ В'ячеслава Молотова на переговори з Підмосков'я до Вашингтона через лінію фронту і територію, зайняту німецькими військами, з проміжними посадками в Шотландії, Ісландії і Канаді. 12 червня 1942 року унікальна історична місія благополучно завершилася на центральному аеродромі Москви.

## Історія

### Початок проектування
Ще в 1931 році командування ВПС СРСР розуміло, що наявний важкий бомбардувальник ТБ-3 швидко застаріє і видало вимоги для висотного чотиримоторного бомбардувальника далекої дії який мав отримати позначення ТБ-7. Але включення цієї розробки в план дослідних робіт з авіабудування відбулось тільки в 1933 році. Початкові вимоги були наступними: крейсерська швидкість 300 км/год, практична стеля — 8000 м, дальність польоту — 4000 км із 4000 кг бомб. Проектування літака під робочою назвою АНТ-42 було розпочато у липні 1934 року бригадою В. М. Петлякова ОКБ А. М. Туполєва. Наприкінці 1934 року, після декількох уточнень, були визначені нові вимоги до літака. Швидкість машини повинна була складати 400 км/год, дальність польоту — 1200—3800 км, вантажопідйомність — 2 т, практична стеля — 12 000 м.
У конструкції бомбардувальника пропонувалось використати більшість нововведень того часу — шасі, яке прибиралось, закриті кабіни екіпажу і гладку обшивку. Також планувалось розмістити в фюзеляжі п'ятий двигун М-100, який отримав позначення агрегат центрального наддува (АЦН) і приводив у дію компресор, що нагнітає повітря в двигуни маршової групи. Таким чином вирішувалася проблема підвищення висотності літака.

### Дослідні машини
Дослідний екземпляр бомбардувальника, який отримав позначення АНТ-42, був виготовлений восени 1936 року. Льотні випробування, що почалися 26 грудня, підтвердили основні розрахунки конструкторів. Тим не менш, колектив продовжував удосконалювати новий літак, готуючи його до серійного виробництва. У липні 1938 року відбувся перший політ АНТ-42 дублер, конструкція якого була значно перероблена. У висновку з льотних випробувань обох машин зазначалося, що під час польоту на висоті 10 000—11 000 м літак мало вразливий для винищувачів противника. Навіть будучи повністю завантажений пальним і бомбами, літак швидко набирав максимальну висоту польоту, легко виконував віражі з креном до 50° в умовах, коли інші літаки (у тому числі винищувачі) могли насилу утримуватися на курсі, без виконання будь-якого маневру, навіть на мінімальній швидкості. Висока маневровість машини на висотах до 10 000 м забезпечувала прицільне бомбометання і малу уразливість для вогню зенітної артилерії. За результатами випробувань, НДІ ВПС ухвалив рішення негайно розпочати масовий серійний випуск АНТ-42 під позначенням ТБ-7.

## Серійне виробництво
Виробництво двох перших дослідних літаків велося в Москві на заводі № 156 (ЗОК), для серійного виробництва було визначено завод № 124 в Казані.
Незважаючи на позитивне рішення комісії за підсумками випробування літака, дійсно масове його виробництво так і не було організовано. Багато в чому це був пов'язано з тим, що під час створення ТБ-7 у ВПС СРСР не було повної ясності в питанні, наскільки необхідний армії важкий стратегічний бомбардувальник. Ще однією перешкодою був той факт, що на виготовлення літака йшло багато дефіцитного дюралюмінію. Таким чином, літак вироблявся кількома дрібними серіями. Загальна кількість виготовлених машин склала 93 літаків (включаючи два прототипи).
У 1942 році, після загибелі В. М. Петлякова, літаку було присвоєно позначення Пе-8.

### Список вироблених Пе-8
| Рік       | Серійний номер | Коментар                                                         | Кількість |
| --------- | --- | ---------------------------------------------------------------- | --------- |
| 1936      | 4201 | Перший прототип                                                  | 1         |
| 1938      | 4202 (385Д) | Другий прототип (літак-дублер)                                   | 1         |
| 1939—1940 | 4211—4214, 4216 | 4 × АМ-34ФРНВ і 1 × АЦН-2 (М-100А), пізніше переобладнані АМ-35А | 5         |
| 1939—1940 | 4215, 4217 — 4222 | АМ-35, пізніше переобладнані АМ-35А                              | 7         |
| 1939—1940 | 4223, 4224, 4226 | АМ-35А                                                           | 3         |
| 1939—1940 | 4225, 4227 | М-40, пізніше переобладнані АМ-35А                               | 2         |
| 1939—1940 | 42015 | АМ-35А                                                           | 1         |
| 1941      | 42025, 42035 | М-40Ф, пізніше переобладнані АМ-35А                              | 2         |
| 1941      | 42045 | М-40Ф                                                            | 1         |
| 1941      | 42055, 42016, 42026, 42036, 42046, 42056                                                                               | М-30                                                             | 6         |
| 1941      | 42066, 42076, 42086, 42096, 42106                                                                                      | М-30, пізніше переобладнані АМ-35А                               | 5         |
| 1941      | 42017, 42027, 42037 | АМ-35А                                                           | 3         |
| 1942      | 42047, 42058 | АШ-82                                                            | 2         |
| 1942      | 42057, 42067, 42077, 42087, 42097, 42107, 42018, 42028, 42048, 42068, 42078, 42088, 42098, 42108, 42019                | АМ-35А                                                           | 15        |
| 1942      | 42038, 42029, 42039 | АЧ-30Б                                                           | 3         |
| 1943      | 42049, 42059, 42069, 42079, 42089, 42099, 42109, 42110, 42210, 42310, 42510, 42610, 42710, 42810, 42910, 421010, 42111 | АШ-82                                                            | 17        |
| 1943      | 42410 | АШ-82ФН, посиленої конструкції для використання 7000 кг бомб     | 1         |
| 1944      | 42211, 42311, 42411, 42511, 42611, 42711, 42811, 42911, 421011, 42112, 42212, 42312, 42412, 42512                      | АШ-82                                                            | 14        |
| 1944      | 42612, 42712 | АЧ-30Б, особливого призначення                                   | 2         |
| 1944      | 42812, 42912 | АЧ-30Б                                                           | 2         |
| Разом:    | | (Включаючи 2 прототипи)                                          | 93        |

## Опис конструкції

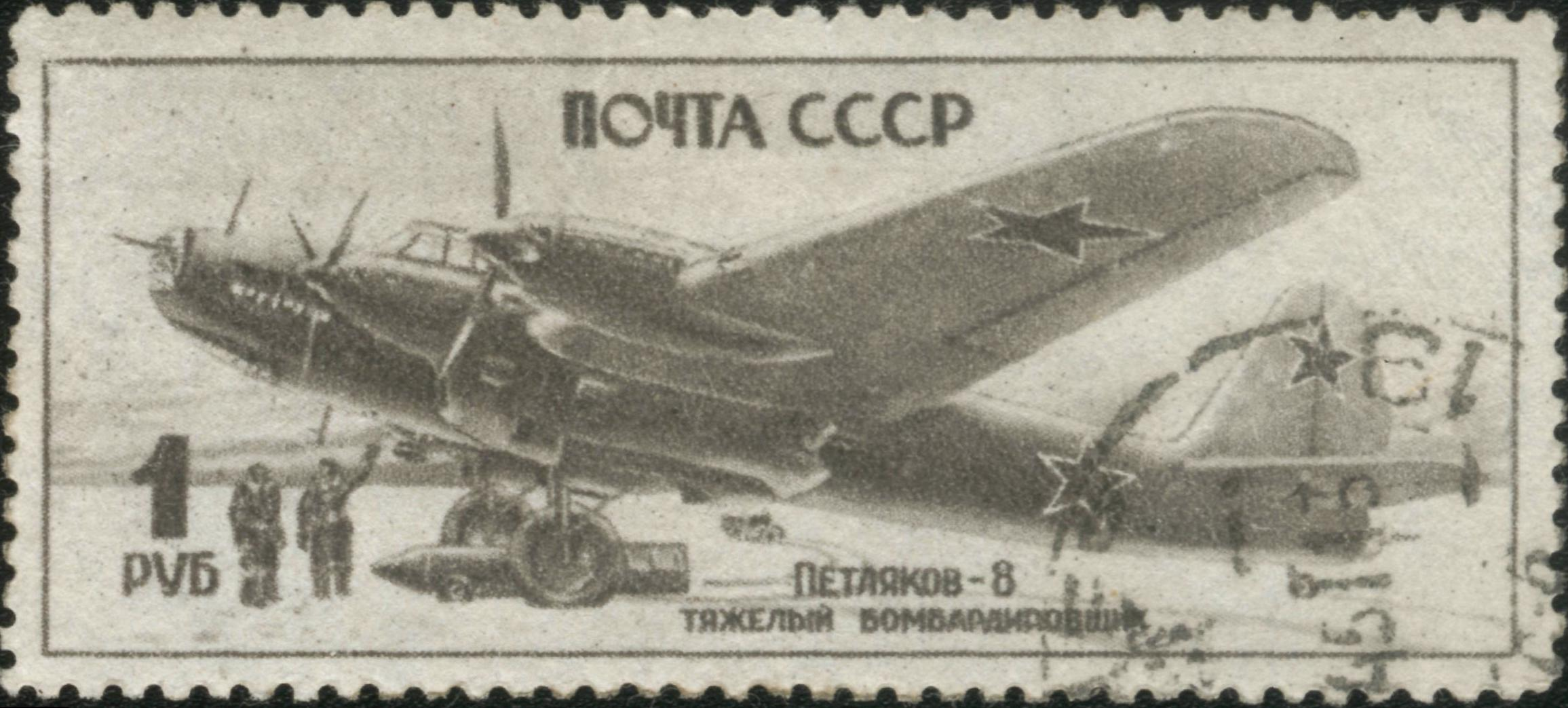
Поштова марка СРСР військових років із зображенням Пе-8

### Фюзеляж
Конструктивно ТБ-7 (Пе-8) являв собою суцільнометалевий чотиримоторний середньоплан із гладкою обшивкою. Планер літака був виконаний розбірним. Крило складалося з центроплану і відокремлених консолей. Середня частина фюзеляжу і центроплан виконувалися, як єдине ціле.
Розміри і конструкція літака не змінювалися за час його існування. Розмах крила становив 39,01 м, площа його 188,68 кв. м, довжина літака 23,59 м, площа горизонтального оперення 29,28 кв. м, вертикального 11,30 кв. м. Шасі з двохстієчною амортизацією, що прибирається в мотогондоли рухом назад, колеса 1600 × 500 мм, хвостове 700 × 300 мм, не прибиралось. Пізніше основні колеса були замінені на 1660 × 585 мм і хвостове на 770 × 330 мм.
Зверху носової частини знаходилися кабіни екіпажу, знизу — радиста і механіків, під підлогою механіків розташовувався бомбовий відсік для освітлювальних бомб. Під великою вантажною палубою центроплана розташовувався основний бомбовий відсік. Вантажна палуба могла бути використана для перевезення пасажирів або вантажів. У носовій частині фюзеляжу встановлювалася обертальна кулеметна вежа. Установки оборонного озброєння розташовувалися також у спарених стрілецьких установках за двома центральними мотогондолами, у кормі й у фюзеляжі за заднім лонжероном крила. У кабіні пілотів їх місця розташовані одне за іншим і закриті довгастим ліхтарем, трохи зсунутим до лівого борту.
Літак мав часткове бронювання, яке складалося з двох 9-мм бронеспинок сидінь льотчиків і невеликих бронедеталей тієї ж товщини для захисту штурмана і стрільців у мотогондолах.

### Силова установка
Як силова установка на більшості літаків використовувалися чотири V-подібних 12-циліндрових карбюраторних двигуни рідинного охолодження АМ-35А по 1200 к. с. кожен.
Літаки різних серій могли різнитися типом силової установки. На перших серійних літаках АМ-34ФРНВ, потім перейшли на АМ-35 (на яких планувалося встановити турбокомпресори, що, правда, не було зроблено). Пізніше встановлювалися двигуни АМ-35А, дизельні М-30 (згодом замінені на АМ-35А), М-82ФН і дизельні АЧ-30Б. У поодиноких випадках використовувалися двигуни М-105 і АШ-82ФН (1946).
Також мали місце спроби застосування дизельних авіадвигунів М-40 конструкції А. Д. Чаромского. Двигуни мали потужність 1000 к. с. і оснащувалися гвинтами ВІШ-24. Однак робота двигунів була незадовільною — час від часу вони несподівано зупинялися на висоті через те, що регулювання подачі палива робилася льотчиком вручну по обертах двигунів. Це призводило до зупинки турбокомпресорів і двигунів, а запустити їх можна було тільки на малій висоті близько 1500 м. Пізніше замість М-40 були випущені допрацьовані дизелі АЧ-30Б, у яких був поставлений відцентровий нагнітач (ЦН). АЧ-30Б встановлювалися на ряді ТБ-7 пізніх серій, а літаки, які при випуску мали двигуни М-40, згодом були переоснащені двигунами АМ-35А.
Радіатори встановлювалися в мотогондолах середніх двигунів, за одним загальним на два двигуни з одного боку.
Паливна система включала 19 бензобаків, розташованих у фюзеляжі, центроплані та крилі. У міру витрачання палива, баки заповнювалися нейтральним газом, які надходили з вихлопного колектора. Баки зварні з АМц, протектовані тонким шаром гуми.
З бомбовим навантаженням 2000 кг, при повній заправці паливом максимальна дальність польоту Пе-8 становила:
- З двигунами АМ-35А — 3600 км,
- З М-40 або М-30 — 5460 км,
- З М-82 — 5800 км.

В особливих випадках дальність польоту могла бути і більшою. Наприклад, для організації перельоту Молотова до Англії і США в 1942 році, на літак були встановлені додаткові баки і кисневі балони.

### Озброєння

#### Бомбардувальне озброєння
Як правило, для бомбометання застосовувалися бомби ФАБ-250 і ФАБ-500 (250 і 500 кг відповідно). Також використовувалися ФАБ-1000 і ФАБ-2000 (1000 кг і 2000 кг відповідно), однак із цими бомбами періодично виникали проблеми — механізм не спрацьовував, і доводилося звільняти замок скидача вручну. Максимальна бомбове навантаження Пе-8 становило 4000 кг, однак навіть у перевантаженому стані літак не втрачав своїх основних характеристик. Це дозволило у 1943 році спеціально для цього бомбардувальника розробити 5000-кілограмову бомбу ФАБ-5000. При цьому бомба не поміщалася в бомбовий відсік повністю, тому літаки, споряджені ФАБ-5000, літали з відкритими стулками бомболюків.

#### Оборонне озброєння
Пе-8 володів потужним оборонним озброєнням, яке складалося з двох 20-мм гармат ШВАК, розміщених у двох точках (зверху фюзеляжу і в кормі машини), двох великокаліберних 12,7-мм кулеметів УБТ, розміщених у задніх частинах мотогондол, і двох 7,62-мм кулеметів ШКАС, встановлених у точці на носі машини. Разом із великою висотністю, значне оборонне озброєння дозволяло екіпажам Пе-8 виконувати польоти без винищувального прикриття.

### Додаткове обладнання
Для тривалих висотних польотів у літаку був запас кисню: 20 восьмилітрових балонів, 4 чотирилітрові і два переносних.

## Історія використання
У кінці 1940 року перші серійні ТБ-7 надійшли на озброєння 14-го ВБАП. До початку Німецько-радянської війни було виготовлено 27 ТБ-7, але до полку надійшло тільки 9, з них 5 боєздатних. Тому в боях ці літаки участі не брали. Натомість у липні 1941 року почалося формування 412-го полку особливого призначення, до якого було приписано найдосвідченіших пілотів цивільної авіації, дещо пізніше він був перейменований на 432-й ВБАП. Перший бойовий виліт відбувся вночі 11 серпня 1941 року, коли 8 ТБ-7 здійснили бомбардувальний наліт на Берлін. Місія була невдалою — тільки 3 літаки відбомбились по цілі, а 5 літаків було втрачено. Проте польоти в тил противника продовжувались — у липні було здійснено декілька нальотів на Кенінсберг, з 7 вересня полк переключився на знищення комунікації на окупованих територіях, а в листопаді було здійснено декілька нальотів на Данціг.
У 1942 році полк знову був перейменований на 746-й авіаполк далекої дії і продовжували знищувати комунікації на окупованих територіях зрідка завдаючи ударів по містах, наприклад по Вільнусу. Інтенсивність нальотів була незначною, оскільки літаків було мало і були значні проблеми з ремонтом. 18 березня 1942 року в полку було 11 Пе-8, але тільки три готові до польотів. Тим не менше за червень 1942 року було здійснено 50 літако-вильотів проти аеродромів противника. Бомбардування здійснювались з висоти 4500—6000 м із використанням бомб більше 250 кг.
Також літом 1942 року вдалось сформувати другий полк із Пе-8 — 890-й, який теж ввійшов у 45-ту авіадивізію, у якій 1 січня 1943 року перебувало 16 Пе-8. У лютому на озброєння надійшли Пе-8 з моторами М-82, але на кількість боєготових Пе-8 це не вплинуло. 29 квітня 1943 року під час нальоту на Кенінсберг було використано 5000 кг бомба, у кінці травня дві такі бомби було скинуто на німецькі війська біля Могильова, пізніше на залізничну станцію Орел і на німецькі війська на Курській дузі. Загалом за 1943 рік було скинуто 15 таких бомб.
З літа 1943 року і до літа 1944 року Пе-8 здебільшого використовувались для ударів по укріплених позиціях, залізничних вузлах, зокрема Пе-8 брали участь у знищенні німецьких позицій під Ленінградом коли за 36 літако-вильотів було скинуто 130 т. На початку 1944 року на фронті була максимальна кількість Пе-8 — 20 боєздатних літаків у 45-й дивізії. 7 і 27 лютого ця дивізія всім складом бомбила Гельсінкі.
Восени 1944 року Пе-8 почали використовувати обмежено через загальне зношення літаків. Загалом до 1944 року Пе-8 виконали 1509 бойових вильотів і скинули 5371 тон бомб. Після війни на озброєнні залишалось 32 Пе-8 (18 боєготових), але їх служба не була довгою — їх зняли з озброєння в кінці 1946 році. Деякі літаки використовувались для дослідів, і пара Пе-8 використовувались у Полярній авіації до 1950-х років.

## Офіційні найменування літака

### Машина 42, або Літак 42
Внутрішнє заводське найменування, саме так підписувалися заводські документи по бомбардувальнику. Це найменування зберігалося на документах аж до припинення серійного виробництва. Цифра 42 означає порядковий код проекту прийнятий у ЦАГІ.

### АНТ-42
Перше офіційне державне найменування, являє собою скорочення від імені Андрія Миколайовича Туполева, керівника ЦАГІ на той момент. Історично зв'язується з першим прототипом хоча на деяких державних документах це назва зазначається в контексті серійних машин.

### ТБ-7
Армійське позначення бомбардувальника. Під цим ім'ям він був прийнятий на озброєння, вся технічна документація призначена для експлуатації машин містила цю назву. Це позначення історично пов'язується з літаками випущеними до першої половини 1941 року.

### Пе-8
За створення та впровадження в серійне виробництво Пе-2 В. М. Петляков був реабілітований і випущений із ув'язнення з повним відновленням у правах і званнях, але в 1942 році загинув в авіакатастрофі. На честь загиблого конструктора ТБ-7 був перейменований у Пе-8. Цим позначенням прийнято найменувати всі випущені літаки, включаючи два прототипи.

### «Петляков»
Неофіційна назва, яку використовував льотний та технічний склад.

## Дослідні машини на базі Пе-8

### ТБ-7 №42015

ТБ-7 № 42015 на льотних випробуваннях

У 1940 році був побудований єдиний варіант транспортно-десантного літака. Від серійних машин він відрізнявся посиленим у районі центроплана планером і численними пристосуваннями для встановлення сидінь десанту і перевезення вантажів. Також літак мав спеціальне обладнання, яке перетворювало його при висадці в командний пункт для піхотного командування. При цьому планер літака використовувався для розгорнення стаціонарної радіоантени далекого зв'язку. До літака також додавалася знімна десантна кабіна, яка вміщувала 12 десантників. Під час війни все спеціальне обладнання було прибрано, і він експлуатувався як звичайний бомбардувальник.

### Пе-8 ОН (особливого призначення) №42612, 42712
У 1944 році було спроектовано пасажирський варіант Пе-8 з салоном на 12 осіб і тримісною спальною кабіною. Від серійних бомбардувальників літак відрізнявся відсутністю верхньої гарматної установки і вертикальним оперенням збільшеної площі з форкілем. На літаку використовувалися двигуни АЧ-30Б. Було побудовано два літаки, що відрізнялися один від одного тільки кольором обробки салону. Пе-8 ОН призначалися для перевезення членів уряду і випробовувалися у квітні 1945 року. Відомостей про застосування цих машин за прямим призначенням не збереглося. Через деякий час після війни обидва літаки були передані в полярну авіацію, отримавши при цьому нові мотори типу АШ-82, де і прослужили до повного зносу.

### Пе-8 ЛЛ (летюча лабораторія)
Після війни єдиний вцілілий бомбардувальник перших серій, що носив номер 4218, був переобладнаний у летючу лабораторію з випробувань авіамоторів АШ-82ФН. У нього була перероблена носова частина, на яку встановили п'ятий мотор Аш-82ФН, відразу за ним у фюзеляжі обладнали місце для інженера-випробувача.

### Пе-8, ракетоносна модифікація
Наприкінці 1944 року один літак із моторами АШ-82ФН був переобладнаний як носій крилатих ракет 10х конструкції В. Н. Челомея. Літак брав участь у програмі випробувань цих ракет у Середній Азії в першій половині 1945 року. Згодом під ракетоносці було переобладнано ще 5 машин.

## Тактико-технічні характеристики
Наведені нижче характеристики відповідають модифікації Пе-8 з двигунами АМ-35А.
Джерело: Шавров В.Б., 1994 р.; Маслов М.А., 2009 р.
Основні характеристики
- Екіпаж: 8 ~ 12 людей
- Довжина: 23,59 м
- Висота: 6,20 м
- Розмах крила: 39,01 м

- Крило у плані: ЦАГІ-40
- середня аеродинамічна хорда: 5,35 м
- Маса порожнього: 19 986 кг
- Нормальна злітна маса: 27 000 кг
- Максимальна злітна маса: 35 000 кг
- маса повного навантаження: 15 014 кг
- Маса палива у внутрішніх баках: 13 025 кг (максимальна)

Льотні характеристики
- Максимальна швидкість: ** Біля землі: 347 км / год
  - На висоті 6360 м: 443 км / год
- Крейсерська швидкість: 400 км / год
- посадочна швидкість: 114 км / год
- Практична дальність: 3 600 км
- Практична стеля: 9 300 м
- Навантаження на крило: 143,5 кг / м ²
- Довжина пробігу: 580 м

Озброєння
- Стрілецько-гарматне: ** 2 × 20 мм гармати ШВАК (верхня і хвостова точка)
  - 2 × 12,7 мм кулемети УБТ (у гондолах під двигунами)
  - 2 × 7,62 мм кулемети ШКАС (носова точка)
- Бойове навантаження: до 4000 кг
  - Міг використовувати бомби масою 5000 кг

Примітка. На літаках також використовувалися двигуни повітряного охолодження АШ-82ФН потужністю 1850 к. с. (1380 кВт) і авіадизелі М-30, М-40 і АЧ-30.

## Відгуки
- Генерал-майор авіації П. Стефановський, льотчик-випробувач ТБ-7[3]

|  | Багатотонний корабель своїми льотними даними перевершував на десятикілометровій висоті всі найкращі європейські винищувачі тієї пори |

- Генерал-майор авіації В. Шуміхін[4]

|  | На висотах понад 10 тисяч метрів ТБ-7 був недосяжним для більшості винищувачів того часу, а стеля 12 тисяч метрів робила його невразливим і для зенітної артилерії |

- Авіаконструктор В. Шавров[5]

|  | Видатний літак. На ТБ-7 вперше, раніше, ніж у США та Англії, були підняті п'ятитонні бомби |

- Професор Л. Кербер[6]

|  | Машина мала сильне оборонне озброєння з 20-мм гармат і 12,7-мм важких кулеметів. У великому бомбовому люку могли підвішуватися бомби найбільших калібрів ... Недоступний на максимальній стелі свого польоту ні зенітним гарматам, ні винищувачам того часу, ТБ-7 був найсильнішим бомбардувальником у світі». (ТУ - людина і літак. С. 143). «Епохальний літак ... Зараз ми маємо всі підстави стверджувати, що ТБ-7 був значно сильнішим знаменитої американської літаючої фортеці Б-17 |

- Джон В. Р. Тейлор[7]

|  | На висотах 26250 - 29500 футів його швидкість перевершувала швидкість німецьких винищувачів Messerschmitt Bf 109 і Heinkel He 112 |

- Вацлав Немечек[8]

|  | У цієї машини було дивно довге життя. У п'ятдесятих роках все ще можна було зустріти окремі зразки на полярних трасах, де їх використовували для транспортування вантажів |